# Rejon giagiński
Rejon giagiński (ros. Гиагинский райо́н, Giaginskij rajon, adyg. Джэджэ район, Džèdžè rajon) – jeden z 7 rejonów w Republice Adygei.
W skład rejonu wchodzi 5 osiedli wiejskich (w nawiasie podano ośrodek administracyjny):
- Ajriumowskie osiedle wiejskie (Nowyj)
- Dondukowskie osiedle wiejskie (Dondukowskaja)
- Giaginskie osiedle wiejskie (Giaginskaja)
- Kielermiesskie osiedle wiejskie (Kielermiesskaja)
- Siergijewskie osiedle wiejskie (Siergijewskoje)

## Historia
Osadnictwo na większą skalę na obszarze dzisiejszego rejonu giagińskiego rozpoczęło się w 1862 roku. Obszar zamieszkali głównie imigranci z centralnej Rosji.
Rejon giagiński został utworzony 31 grudnia 1934 roku w ramach rejonizacji Kraju Krasnodarskiego. Powstało wówczas 78 rejonów.
W 1936 roku rejon wszedł w skład Adygejskiego Obwodu Autonomicznego. W 1991 roku stał się częścią krótkotrwałej Adygejskiej ASSR, a od 1992 roku wchodzi w skład Republiki Adygei.

## Transport
Przez rejon przebiega 5 dróg magistralnych. W sumie długość dróg na obszarze rejonu wynosi 227,13 km. Przez obszar przebiega również 39 km linii kolejowej wraz z jedną stacją – Giagińskaja.